# Poecilognathus unicolor
Poecilognathus unicolor är en tvåvingeart som först beskrevs av Mario Bezzi 1925.  Poecilognathus unicolor ingår i släktet Poecilognathus och familjen svävflugor. Inga underarter finns listade i Catalogue of Life.